# Хідакаґава
Хідакаґава (яп. 日高川町, ひだかがわちょう, хідакаґава тьо ) — містечко в Японії, у центральній частині префектури Вакаяма.
Хідакаґава відома буддистським монастирем Додзьодзі (701), з яким пов'язана середньовічна легенда про ченця Антіна і панну Кійо.